# Pavel Forman (kulturista)
Pavel Forman (* 26. října 1971 Žacléř[zdroj?]) je profesionální český kulturista, který v roce 2017 vyhrál kulturistickou soutěž Mistrovství České republiky mužů, žen, párů a masters pod SKFCR (Svaz kulturistiky a fitness České republiky). V 45 letech touto výhrou odstartoval svoji kuturistickou kariéru. Jeho vzorem byl anglický kulturista Dorian Yates.
Po roce 2017 vyhrál několik kulturistických soutěží v Evropě. V roce 2021 se na Srbském šampionátu stal vítězem kategorie Masters a kategorie Muži. Získal profesionální kartu IFBB Elite Pro Masters a kartu IFBB Elite Pro Bodybuilding. Získáním těchto karet se Pavel Forman oficiálně stal profesionálním kulturistou. Styl tréninku se snažil Pavel Forman uzpůsobit Dorianu Yatesovi. Dorian Yates věřil, že lze dosáhnout účinnější svalové stimulace v kratším období s větší intenzitou, než dlouhodobější stimulací. Pavel Forman získal ocenění za přínos a prestiž města Kyjov. Byl zapsán do pamětní knihy, kroniky téhož města.

## Umístění na soutěžích
- 2017 Mistrovství České republiky – Masters, 1. místo
- 2017 Mistrovství České republiky – Masters, Absolutní vítěz
- 2021 Grand Prix – Velká Bíteš, Česká republika – Masters, 1. místo
- 2021 Grand Prix – Velká Bíteš, Česká republika – Muži, 2. místo
- 2021 Fourth Open Balkan Cup – Knjažavec, Srbsko – Masters, 1. místo
- 2021 Fourth Open Balkan Cup – Knjažavec, Srbsko – Masters, Absolutní vítěz
- 2021 Diamond Cup – Malta, Malta – Masters, 1. místo
- 2021 Diamond Cup – Malta, Malta – Masters extra, 3. místo
- 2021 International Austrian Championships – Wels, Rakousko – Masters, 1. místo
- 2021 International Austrian Championships – Wels, Rakousko – Muži, 3. místo
- 2021 Diamond Cup – Čačak, Srbsko – Muži, 1. místo
- 2021 Diamond Cup – Čačak, Srbsko – Masters, 1. místo
- 2021 Diamond Cup – Čačak, Srbsko – Muži, Absolutní vítěz
- 2021 IFBB European Cup – Sibiu, Rumunsko – Masters, 1. místo

## Individuální ocenění
- 2021 Získání profesionální karty IFBB Elite Pro Bodybuilding Muži
- 2021 Získání profesionální karty IFBB Elite Pro Bodybuilding Masters

## Soutěžní a mimosoutěžní míry
- Výška 173cm
- Soutěžní váha 91 - 94kg
- Mimo soutěžní váha 100 - 105kg

## Ostatní soutěže
- 2022 IFBB Elite Pro Diamond Cup Prague 2022– Muži (profesionálové)
- 2022 MS profesionálů 2022 – Muži (profesionálové)

## Zájmy a koníčky
- Motorky
- Sportovní přenosy F1